# Mozaïek Wonen

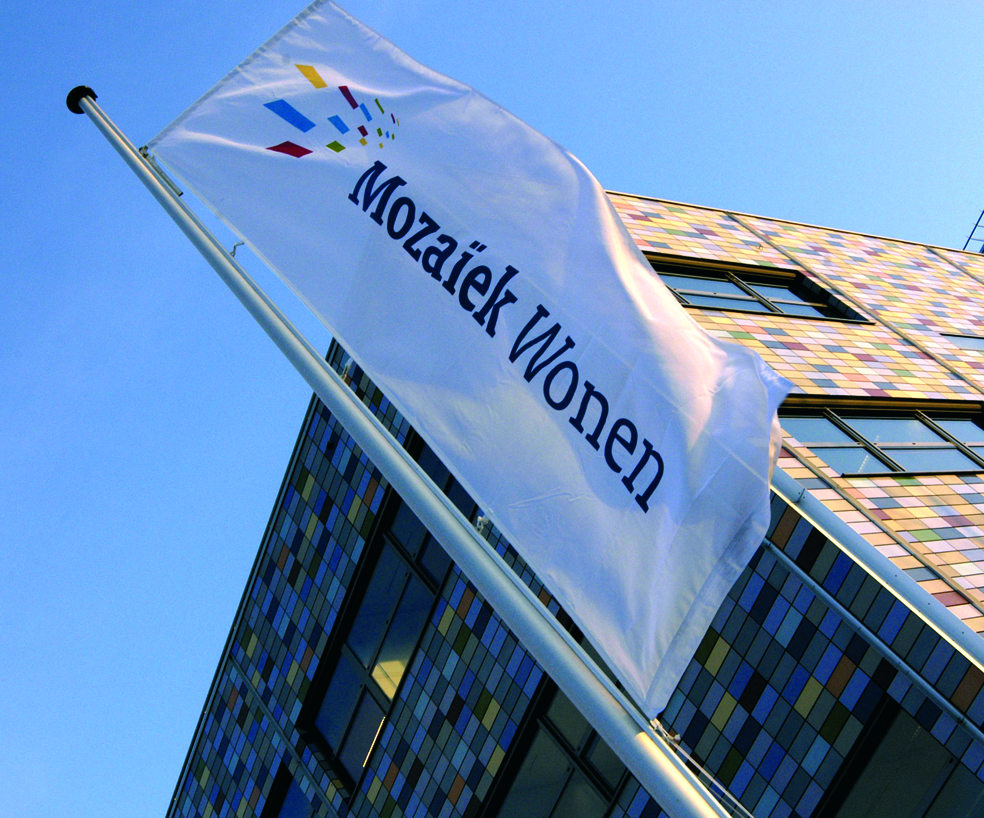
Hoofdkantoor van Mozaïek Wonen

Mozaïek Wonen is een woningcorporatie uit de Nederlandse stad Gouda, die bijna 10.000 woningen verhuurt in Gouda, Bodegraven en Moordrecht.
Mozaïek wonen is in 2005 ontstaan door een fusie tussen Woningbouwvereniging Ter Gouw (die zelf op haar beurt was voortgekomen uit een fusie tussen Woningbouwvereniging St. Jozef en de Algemene Woningbouwvereniging Gouda) en Woningstichting Het Volksbelang. In 2006 fuseerde Mozaïek Wonen met Woningstichting Bodegraven.
Het hoofdkantoor is gevestigd aan de Bachstraat in de wijk Goverwelle, nabij station Gouda Goverwelle.

## Oprichting van Het Volksbelang
De geschiedenis van Mozaïek Wonen begint in 1912, toen vanuit de kring van de Goudse sociaaldemocratische arbeidersbeweging de woningbouwvereniging Het Volksbelang werd opgericht. De vereniging beloofde zich te zullen inzetten voor de bouw van “hygiënisch ingerichte woningen, die voldoen aan de behoeften van een werkmansgezin.” De officiële oprichtingsdatum was 30 juni 1912. Leden van Het Volksbelang waren tevens aandeelhouder. Op 14 september 1912 werd Het Volksbelang erkend als woningcorporatie in de zin van de Woningwet.
Het Volksbelang wachtte een schone taak. De woonsituatie van de arbeiders in Gouda liet in veel opzichten te wensen over. De binnenstad kende een groot aantal sloppen en stegen waar huiseigenaren het niet zo nauw namen met hygiëne en wooncomfort.

## Willem Tombergstraat en Rode Dorp
De eerste bouwprojecten van Het Volksbelang omvatten een complex van 73 bejaardenwoningen aan de Willem Tombergstraat/Cornelis Ketelstraat en een complex van 132 woningen, genaamd het Rode Dorp. De Willem Tombergstraat werd als eerste in 1915 opgeleverd.
Het Rode Dorp was ontworpen naar het idee van het tuindorp. De wijk lag op loopafstand van de binnenstad, aan de rand van het in 1901 aangelegde Van Bergen IJzendoornpark en de nieuwe Gouwe en bestond uit acht blokken laagbouwwoningen, verkaveld rond een groen plein met speeltuin. De architecten waren J.M. Bakker en H.J. Nederhorst. Van de oorspronkelijk geplande 132 woningen werden er uiteindelijk maar 69 gebouwd. Het Rode Dorp werd in het voorjaar van 1916 opgeleverd.

## Verzuilde volkshuisvesting
De verzuiling, die zo kenmerkend was voor de Nederlandse samenleving, zou zich ook in de Goudse volkshuisvesting doen gelden. Op 21 november 1918 stichtten Katholieken een eigen woningcorporatie onder de naam St. Joseph (na 1945 geschreven als St. Jozef). In april 1919 kreeg de corporatie Koninklijke en Bisschoppelijke goedkeuring. Op 4 december 1919 werd het neutrale Ons Ideaal opgericht. Op 16 januari 1920 volgde de protestants christelijke zuil met De Goede Woning.

## Stichting Woningbouw Bodegraven
De Woningstichting Bodegraven vindt haar oorsprong in een initiatief van de artsen Marsman en Valkema Blouw en de kaashandelaren De Lange en Jilles Beijen. Op 18 december 1916 richtten zij de Stichting Woningbouw Bodegraven en Omstreken op. Net als in Gouda wilden zij goedkope en degelijke huurwoningen bouwen voor de arbeiders.

## Jaren 1918-1925
De Eerste Wereldoorlog bracht voor Nederland een periode van economische crisis die ook de bouwsector grotendeels stillegde. In Gouda werden plannen voor grote volkshuisvestingsprojecten uitgesteld tot na de oorlog. In 1918 begon de gemeente met de bouw van 230 arbeiders- en middenstandswoningen in Kort Haarlem rond het Pretoriaplein. Na oplevering kwamen de woningen in beheer bij het Gemeentelijk Woningbedrijf dat in 1921 speciaal voor dit doel werd opgericht.
In 1921 kreeg St. Jozef toestemming voor de bouw van 177 arbeiderswoningen in de Jozefbuurt. De woningen waren ontworpen door de katholieke Goudse architect J.P. Dessing, die in 1931 ook de Sacramentskerk in de Korte Akkeren ontwierp. Ook in de Jozefbuurt vindt men het concept van het tuindorp terug, met ruime straten met enkele winkelvoorzieningen gegroepeerd rond het Zoutmansplein. Ons Ideaal en De Goede Woning gingen in de Korte akkeren aan de slag. In 1923 bouwden zij een complex van 88 woningen Westerkade, de Snoystraat, de Tweede Schoolstraat en de Walvisstraat. De woningen waren ontworpen door architect P.D. Stuurman uit Waddinxveen. Bij de bouw van dit complex trokken de twee woningcorporaties gezamenlijk op.

## Bodegraven: 1920-1965
De eerste jaren van de Stichting Woningbouw Bodegraven verliepen weinig succesvol. Pas toen de plaatselijke notaris Krüsemann zich met de stichting ging bemoeien kwam men tot daden. Het bestuur werd uitgebreid tot twaalf personen, waarbij alle zuilen met uitzondering van de sociaaldemocraten waren vertegenwoordigd. In 1920 en 1921 bouwde de stichting twee complexen aan de Noordzijde en in de Prinsenstraat. In totaal ging het om 36 woningen die waren ontworpen door de Bodegraafse architect Scheer. Tot verdere bouwactiviteiten kwam men niet meer. De beide complexen waren dus de enige die door de stichting werden beheerd en geëxploiteerd. In 1965 werd de stichting opgeheven en gingen de woningen over naar het Gemeentelijk Woningbedrijf van Bodegraven.

## Jaren 1925-1940
Rond het midden van de jaren twintig vielen de bouwwerkzaamheden nagenoeg stil. Dat had vooral te maken met de houding van het Goudse gemeentebestuur dat vooral de bouw van duurdere middens-tandswoningen door het particuliere bouwbedrijf stimuleerde. Rijksleningen voor volkshuisvesting werden teruggeschroefd. De woningcorporaties waren dus niet langer in beeld. Vervolgens werd de bouw getroffen door de economische crisis van de jaren dertig. Voor de woningcorporaties was dit een moeilijke tijd met huurschulden, uitzettingen en leegstand.

## Jaren 1940-1945
Tijdens de Duitse bezetting kregen de woningcorporaties te maken met bomschade. Op 18 mei 1941 verwoestte een geallieerde bom vier woningen van Het Volksbelang aan de Willem Tombergstraat. Omringende woningen liepen forse schade op. Vijf mensen onder wie drie kinderen kwamen om het leven.
Het Rode dorp werd op 10 februari 1944 getroffen door oorlogsgeweld. Bommen sloegen in op de dijk van de Nieuwe Vaart, pal tegenover de huizen van Het Volksbelang aan de Kanaalstraat. De schade aan en in de woningen was enorm. Enkele huizen werden tijdelijk onbewoonbaar verklaard. De dijk dreigde te bezwijken met het grote risico dat Het Rode Dorp onder water zou lopen. Er werd met man en macht gewerkt om een dijkdoorbraak te voorkomen. De herstelwerkzaamheden werden ernstig belemmerd door het toenemend tekort aan bouwmateriaal. Militaire objecten kregen vanaf 1942 voorrang op de volkshuisvesting. Hierdoor viel ook de Goudse nieuwbouw tijdens de bezetting volkomen stil.

## Jaren 1945-1965
In het kader van de naoorlogse wederopbouw moest een enorme slag worden gemaakt in de volkshuisvesting. Net als elders in het land kwam de woningbouw in Gouda door een gebrek aan bouwmateriaal en geschoolde arbeidskrachten traag op gang. Ons Ideaal kreeg in 1947 als eerste financiële steun voor de bouw van een complex van 81 woningen aan de Bakhuizen van den Brinkstraat. In 1949 was Het Volksbelang aan zet met een portiekflat aan de Koningin Wilhelminaweg. Het was het eerste hoogbouwproject van de corporatie en typerend voor de naoorlogse woningbouw waarin snel en efficiënt bouwen centraal stonden. Dit kwam het wooncomfort niet altijd ten goede. De portiekflats die de Goede Woning in 1951 aan de Burgemeester Gaarlandtsingel bouwde waren aanmerkelijk beter van kwaliteit. St. Jozef sloot de rij met 84 eengezinswoningen aan de Vossiusstraat.
Het waren voorlopig weer de laatste bouwactiviteiten van de woningcorporaties. Het vooroorlogse patroon herhaalde zich. In een tijd van stijgende welvaart gingen de opdrachten weer hoofdzakelijk naar particuliere bouwondernemingen. De woningnood werd er niet minder door. Daarom besloot de gemeente Gouda in 1957 tot de aanleg van de wijk Oosterwei. Het Gemeentelijk Woningbedrijf was de grootste opdrachtgever, maar ook de woningcorporaties kwamen weer in beeld. Zij bouwden aan de Bernadottelaan, de Verzetslaan en de Eendrachtsweg. De nieuwe wijk bestond voor een groot deel uit galerijflats. Oosterwei was dan ook exemplarisch voor de jaren zestig nieuwbouw.

## Jaren 1963-1964: samenwerking en fusie
Omdat de woningcorporaties bij de verdeling van de zogeheten contingenten nieuwbouwwoningen de indruk hadden dat de gemeente Gouda niet altijd even zuiver te werk ging, sloegen zij in 1963 de handen ineen en stichtten zij de Federatie van Goudse Woningbouwverenigingen. Het idee was dat men in federatief verband beter in staat was de belangen te verdedigen en kon streven naar een eerlijke verdeling van de contingenten. De voordelen van samenwerking waren duidelijk. De Goede Woning, tot dan toe de kleinste van de vier woningcorporaties, kreeg al in 1964 toestemming om te bouwen in de Achterwillens.
Toch bleef het voor de kleinere woningcorporaties als Ons Ideaal en De Goede Woning moeilijk om zich staande te houden. Zeker in een tijd dat de volkshuisvesting steeds zwaardere eisen aan de woningcorporaties stelde. Nieuwe voorschriften en technische ontwikkelingen volgden elkaar in hoog tempo op. In 1964 verkenden beiden de mogelijkheden van een fusie. Een jaar later gingen de beide woningcorporaties verder als Algemene Woningbouwvereniging Gouda.

## Bloemendaal
De nieuwbouw zette zich gedurende de jaren zestig voort in de wijken Achterwillens en Oosterwei II. Het zwaartepunt verschoof echter naar de nieuwe wijk Bloemendaal. Met het oog op de volkshuisvesting had Gouda in 1964 het gemeentelijk grondgebied aanzienlijk uitgebreid door de aankoop van de polder Bloemendaal van Waddinxveen. In 1968 ging de eerste paal de grond in. De woningcorporaties hadden een groot aandeel in de nieuwbouw. Eerst werd gebouwd in het westelijk deel van de nieuwe wijk: door Het Volkbelang in de Ontdekkingsreizigersbuurt en door St. Jozef in de Heesterbuurt. Vervolgens werden de bouwwerkzaamheden voortgezet in Bloemendaal Oost waar de woningcorporaties nieuwe complexen bouwden in de Steinenbuurt, de Burgen, de Lusten, de Zomen en de vijf Prinsessenflats aan de Ridder van Catsweg. De wijk kenmerkte zich door veel groen en in de oudste delen door een afwisseling van laag- en middelhoogbouw en huur- en koopwoningen.

## Stadsvernieuwing
Vanaf de jaren zeventig waren de woningcorporaties ook actief betrokken bij de stadsvernieuwing. Deze kwam op gang onder druk van actiegroepen en lokale politieke partijen die protesteerden tegen de voortschrijdende leegstand en verkrotting van het centrum. Vanaf 1977 bouwde St. Jozef in het deel Binnenstad-West: de Regulierenhof, de Raam, de Vest, de Bogen, de Komijn- en Drapiersteeg, de Kuiperstraat en de Nobelstraat, meer dan 200 woningen. Het Volksbelang tekende voor de flats aan de Nieuwe Markt en de Houtmansgracht. De laatste waren in hoofdzaak bestemd voor senioren.
Ook buiten de binnenstad waren de woningcorporaties betrokken bij vernieuwingsprojecten. Onder regie van Het Volksbelang werden in de Korte Akkeren verouderde woningen gesloopt om plaats te maken voor nieuwbouw. Dit riep nog weleens weerstand op. Vanaf 1977 werkte Het Volksbelang aan de Heerenstraat, de Bockenbergstraat en de Prins Hendrikstraat. In 1983 en 1984 werd de Turfsingel grondig aangepakt.

## Stichting Beheer Sociale Woningbouw (BSW)
Door de snelle groei van de woningbestanden was het noodzakelijk om de tot dan toe vooral door vrijwilligers gedragen woningbouwverenigingen te transformeren tot professionele werkorganisaties. Om die reden richtten St. Jozef en de Woningbouwvereniging Gouda op 15 november 1974 de Stichting Beheer Sociale Woningbouw (BSW). De BSW beheerde de woningen van de beide woningcorporaties. Kort na de oprichting sloot ook de Woningbouwvereniging Moordrecht zich bij de stichting aan. Het Volksbelang bleef zelfstandig. Het bestuur van de BSW werd gevormd uit de bestuursleden van de drie verenigingen. De BSW voerde louter administratieve taken uit, waaronder het innen van de huur.

## Jaren tachtig
Ondanks de nieuwbouw van de jaren zestig en zeventig bleef de vraag naar woonruimte groot. Begin jaren tachtig stonden er nog zo’n 3.000 woningzoekenden ingeschreven. Op advies van de Nationale Woningraad besloot het gemeentebestuur om meer dan vijfduizend woningen te gaan bouwen, teneinde de achterstanden in te kunnen lopen. Een deel hiervan moest echter worden geschrapt toen het Rijk een deel van de subsidies introk vanwege de slechte economische omstandigheden. Desondanks werden een aantal projecten door de woningcorporaties uitgevoerd in de Wervenbuurt, aan het Plesmanplein, de Lekkenburg en de Achterwillens. Na 1986 concentreerde de nieuwbouw zich vooral in de nieuwe wijk Goverwelle. De woningcorporaties bouwden in de Polderbuurt, aan de Middenmolenlaan en later in de Componistenbuurt. Met de bouw van Goverwelle kwam er rond het midden van de jaren negentig ook een einde aan de stadsuitbreiding. De gemeente had haar uiterste grenzen bereikt.

## Mozaïek Wonen
Vanaf het einde van de jaren tachtig stuurde het Rijk aan op verzelfstandiging van de volkshuisvesting. Het subsidiestelsel ging hierbij op de helling. Met het oog op de toekomst gingen St. Jozef en Woning-bouwvereniging Gouda in 1991 een fusie aan. Samen vormden zij Woningbouwvereniging Ter Gouw met een bestand van meer dan 5.000 woningen.
Ook de verenigingsstructuur had haar beste tijd gehad. Voor zelfstandige woningcorporaties was deze vorm van rechtspersoonlijkheid niet langer doelmatig. Het Volksbelang nam als eerste, op 17 november 1994, de stichtingsvorm aan.
In 2003 begonnen Het Volksbelang en Ter Gouw besprekingen over een mogelijke fusie. Omdat beide verenigingen zich op dezelfde doel- en aandachtsgroepen richtten, lag samenwerking voor de hand. Dit resulteerde in de vorming van de woningcorporatie Mozaïek Wonen, die op 1 januari 2005 van start ging. Kort hierna sloot ook de Woningstichting Bodegraven zich bij Mozaïek Wonen aan.

## Volkshuisvesting en maatschappelijk vastgoed
Behalve de volkshuisvesting investeert Mozaïek Wonen in het zogeheten maatschappelijk vastgoed. Doel hiervan is de verbetering leefbaarheid van wijken en buurten. Voorbeelden hiervan zijn het gezondheidscentrum in de voormalige Sacramentskerk in de Korte Akkeren, sociaal pension ’t Veerhuys aan de Livingstonelaan, het zorgpand aan het Zoutmanplein en het zorgcomplex Rijngaarde in Bodegraven.
De maatschappelijke betrokkenheid uit zich ook in de steun de woningcorporatie geeft aan welzijnsorganisaties in Gouda en Bodegraven. Mozaïek Wonen treedt op als sponsor van buurtacties als “Maak uw buurt winterklaar” en de “Nationale Burendag”.